# 满洲国邮政
满洲国邮政总局，是1932年至1945年满洲国辖域内的邮政实体。

## 历史
1932年之前，中华民国交通部邮政总局在东北三省设立两个邮区：
- 辽宁邮区：邮务长为意大利米兰人佛兰克·巴立地（兼意大利驻沈阳总领事）
- 吉黑邮区：邮务长为英国人司密斯。
- 热河属于河北邮区管辖
- 旅大关东州租借地和南满铁路附属地的邮权，被日本控制。1904年日俄战争时，日本开始在东三省设立军事通信服务。1906年9月1日战争结束，改为民用邮便局。1908年10月改称通信管理局。1920年复改递信局，并设通信讲习所培训邮电人员，还开办了满洲递信协会杂志。局所分为邮便局、邮便所、邮便代办所，办理汇兑、储金和电报、电话业务。

1932年3月1日，满洲国成立。1932年4月1日，满洲国交通部长丁鑑修、交通次长平井出贞三派代表到辽宁邮政管理局接收，遭巴立地拒绝。满洲国交通部准备学习日本递信省，拟仿日制邮电合一。在日本内阁印制局印制了邮票和汇兑印纸，发给奉天、吉黑邮务管理局，命令从8月1日起发行使用、并使用“大同”年号；对中华民国邮政邮票和邮资明信片等，限期一个月内使用，年底前兑换完毕。巴立地建议中华民国交通部邮政总局停办辽宁和吉黑两邮区邮务，在东北的3600多名邮政员工撤退内地。1932年7月23日中华民国交通部对东北开始实行全面邮政封锁，停止各局工作，并令全国各局停收寄往东北一切邮件汇兑；同时布告运欧邮件，原由东北发西伯利亚邮路改为由海道寄出；全体员工撤入关内。上海邮政总局于7月23日晨，奉中华民国交通部令，封锁东北邮政。河北省邮政管理局23日通令各局，暂时停办东北三省邮局一切业务：

“兹为情势所迫，不得已将该三省邮局一切业务暂时停办，所有开发该三省各邮局之汇票应予停止，其由该三省各局开发之汇票亦予停付。应由汇银人向发票局领回原汇款项，其寄往东三省各地之各种邮件及包裹，亦自本日起停止收寄。

1932年7月25日，中华民国交通部部长黃紹竑发表官方英文宣言，封锁东北邮政；交通部邮政总局以法文向万国邮政联盟致电：

“日本政府嗾使其所属傀儡政府，派遣邮务人员（其中大部分为日本人）以武力夺据当地及东三省各邮政机关之财产，并强迫各该邮政机关使用其傀儡国之新邮票，破坏中国邮政之统一，致各该邮政机关陷于不能执行职务之地位。中国邮政总局鉴于此种特殊情形，不得不请贵署转达国际邮联。兹遵伦敦《国际邮政公约》第二十七条之规定，所有东三省发行之邮票，未经中国邮政管理局核准，绝对不能承认。凡信件或包裹贴用此项邮票者，当照欠资办理。特此查照。”

1932年7月25日下午，满洲国交通部邮政司司长藤原保明（1932年6月由日本递信局监察官改任满洲国邮政总办）强行接收辽宁邮管局，发行新邮票，开始办公，辽宁邮管局辖区增加了热河省；7月26日发行邮票。吉黑邮管局也于8月1日被日满接收。
由于中华民国邮政拒绝接收带有“满洲国”字样的一切邮件，关内外通邮中断。国际间由东北与苏联西伯利亚相联的邮路亦中断。日本利用满铁附属地邮便局与关内通邮。万国邮联通过决定不涉及承认满洲国而单纯通邮。1933年5月31日中日签订《塘沽协定》，结束了长城抗战双方军队的交战。关东军副参谋长冈村宁次到北平同南京国民政府的代表黄郛、何应钦谈判《塘沽协定》善后问题时，要求中国指派代表谈判关内外“通车通邮”问题。1934年4月11日蒋介石与汪精卫、行政院北平政务整理委员会委员长黄郛在南昌行营密商后决定，关内外“通车、通邮可相机进行”，但“决不能有承认‘满洲国’的表示”。1934年9月，南京国民政府派出髙宗武、余翔麟为代表，与关东军“嘱托主席委员”藤原保明、代谷胜三在北平谈判关内外通邮问题。南京国民政府外交部次长唐有圭在最后时刻奉命北上妥协，终于在1934年12月14日达成了《关于关内与关外通邮办法的记录》9条、《关内外通邮办法谅解事项的记录》7条、《处理出进山海关、古北口邮政汇兑暂行办法》。1935年1月1日，退休邮员黄子固与河北邮务长签订合同，由民间身份的“汇通转递局”承转进出山海关、古北口的邮件、包裹、汇款。1935年1月10日“汇通转递局”正式运转，关内外实行通邮，2月1日互通包裹与汇兑。大矢博三设计了以兰花纹章和白山黑水为图案一套四枚的对偶票，票面没有“满洲帝国”字样，但这两种图案暗喻满洲国皇帝和国土。尤其是通邮二版邮票，把“满洲帝国邮政”文字压进邮票纸里（即水印厚绢纹纸）。1941年8月21日，“汇通转递局”结束。
1937年7月，满洲国交通部邮务司改为满洲国邮政总局，掌管邮政、小包裹、储金、汇兑、转账、邮政生命保险、日本委托业务及对电信业务的监察。1937年11月5日日本政府与满洲国政府缔结《关于在满洲国治外法权之撤废及南满铁路附属地行政权之移让条约》及附属协定与有关附属业务协定，把日本在东北所享有的治外法权（即领事裁判权）予以作废，并把南满铁道附属地所行使的通信行政权与警察、产业等各项行政权一并移交给满洲国政府接管。新京邮便局和日本新京邮便局合并，改为“新京中央邮政局” ，局长日本人金伯善助。旅顺大连邮政机构为日本递信局管理，不在移交之中。
邮政人员共分6类：理事官、事务官、技正、技士、僱员、佣人。邮政员工2350余名，其中日人420名，韩人200余名，白俄60余人，其余的是满州国人。信差邮役等月薪为20元，邮务佐40元，邮务官50元。
从1932年7月26日至1945年5月2日，满洲国共发行37套159枚邮票。计普通（包括加盖改值）、通邮（包括加盖改值）、纪念（包括加盖）、航空、贺年邮票。
8月15日满洲国灭亡后，航空邮路、火车邮路全部阻断。中华民国邮政总局于1945年11月17日接管了满洲国邮政，成立“邮总驻长春办事处”，下辖辽宁、锦州、吉林等邮区分设邮政管理局，并于1946年2月开始发行东北贴用的邮票。
- 辽宁邮政管理局：1946年2月11日在沈阳成立。至1946年10月鼎盛时设沈阳、新民、辽中、抚顺、辽阳、鞍山、海城、大石桥、营口、本溪、铁岭、法库、盖平、复县、庄河、岫岩、安东、凤城、宽甸等市县邮局。1948年5月，交通部在沈阳设立东北军邮总部，管辖军邮局36所。1948年7月6日，辖区只剩下邮局14所，交通部下令撤销辽宁邮政管理局，由沈阳市邮政局管理。
- 锦州邮政管理局：1946年2月1日成立。鼎盛时设有锦西、兴城、绥中、黑山、义县、彰武、阜新、东阜新、盘山、台安、北票、朝阳、建平、凌源、建昌、承德等市县邮局共54所。1947年东北夏季攻势后，仅剩下锦州至山海关铁路沿线邮局9所。1947年12月10日，交通部下令撤销锦州邮电管理局，改设锦州一等局，隶属于辽宁邮政管理局。
- 吉林邮政管理局：

中国共产党领导的东北解放区接收了满洲国邮政的分支机构，设立了“人民邮政”，如1945年11月在沈阳成立辽宁邮政管理局，1948年9月1日在瓦房店与辽宁省电话电报管理局合并为辽宁省邮电管理局，1948年11月5日辽南地区与全东北开始通邮，1949年1月1日辽宁省邮电管理局迁驻沈阳市。

满洲国邮政旗
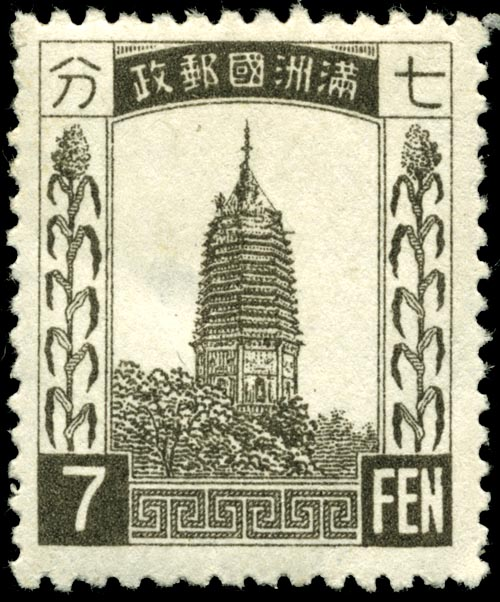
1932年发行的最早一批邮票，辽阳佛塔
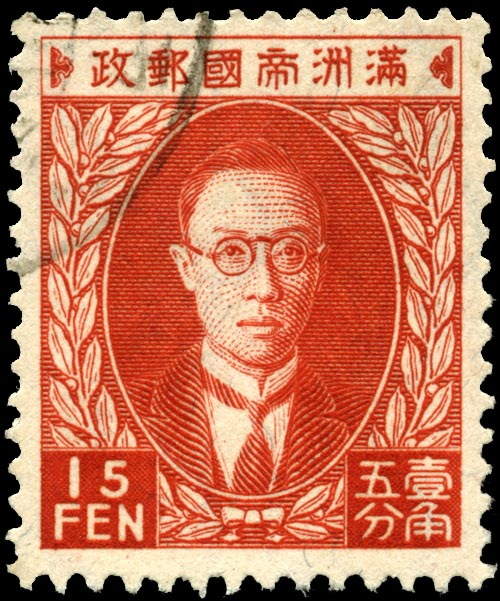
1935年邮票，溥仪肖像
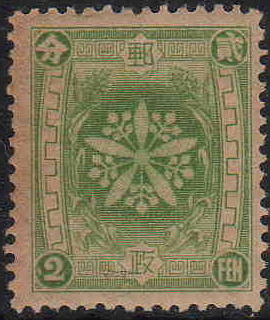
关内外通邮的无“满洲国”字样的2分特种邮票
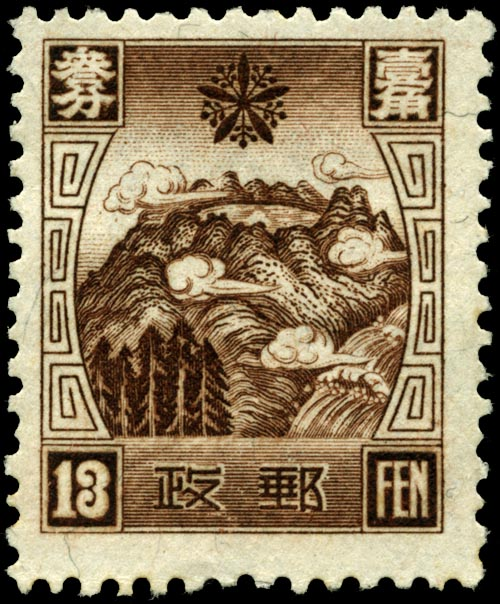
关内外通邮的无“满洲国”字样13分的特种邮票
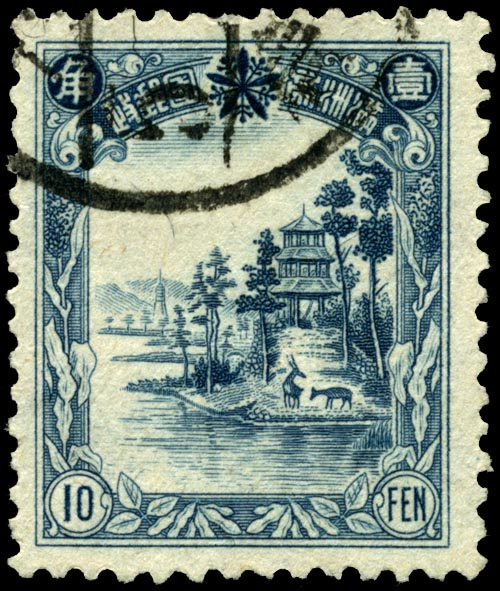
1936年邮票
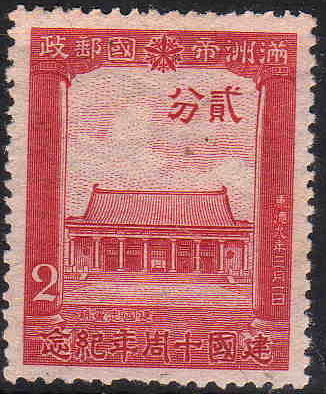
满洲国成立十周年纪念邮
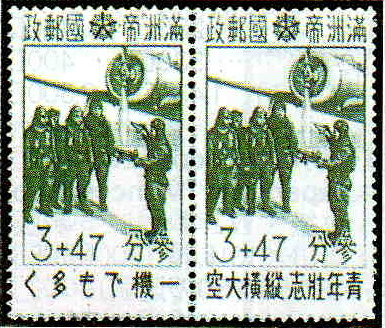
1945年发行的最后一批邮票：航空機購入募金邮票